# Canadian International 2013
Die Canadian International 2013 im Badminton fanden vom 25. bis zum 29. Juni 2013 in Ottawa statt. Der komplette englische Name der Veranstaltung war 2013 Ottawa Canadian International Challenge.

## Sieger und Platzierte
| Disziplin    | Gold                            | Silber                       | Bronze                                    |
| ------------ | ------------------------------- | ---------------------------- | ----------------------------------------- |
| Herreneinzel | Eric Pang                       | Joachim Persson              | Christian Lind Thomsen                    |
| Herreneinzel | Eric Pang                       | Joachim Persson              | Howard Shu                                |
| Dameneinzel  | Michelle Li                     | Kristen Tsai                 | Jamie Subandhi                            |
| Dameneinzel  | Michelle Li                     | Kristen Tsai                 | Lohaynny Vicente                          |
| Herrendoppel | Hsu Jui-ting Tien Jen-chieh     | Adrian Liu Derrick Ng        | Andrew D’Souza Sergiy Shatenko            |
| Herrendoppel | Hsu Jui-ting Tien Jen-chieh     | Adrian Liu Derrick Ng        | Hugo Arthuso Alex Tjong                   |
| Damendoppel  | Eva Lee Paula Obanana           | Alexandra Bruce Phyllis Chan | Nadianie Ouaqouaq-Bergeron Virgine Savard |
| Damendoppel  | Eva Lee Paula Obanana           | Alexandra Bruce Phyllis Chan | Kyleigh O’Donoghue Jenny Wallwork         |
| Mixed        | Nathan Robertson Jenny Wallwork | Toby Ng Alexandra Bruce      | Hock Lai Lee Phyllis Chan                 |
| Mixed        | Nathan Robertson Jenny Wallwork | Toby Ng Alexandra Bruce      | Alex Tjong Lohaynny Vicente               |